# Австралийска храстова торна кокошка
Австралийската храстова торна кокошка (Alectura lathami) е вид птица от семейство Megapodiidae, единствен представител на род Alectura.

## Разпространение и местообитание
Разпространен е в Австралия.